# Ugo Ugochukwu
Ugo Ugochukwu Orlandi (New York, New York, 23 april 2007) is een Amerikaans autocoureur. Sinds 2021 maakt hij deel uit van het McLaren Driver Development Programme, het opleidingsprogramma van het Formule 1-team van McLaren. In 2023 werd hij kampioen in het Euro 4 Championship en in 2024 won hij de Grand Prix van Macau.

## Carrière

### Karting
Ugochukwu, een zoon van een Italiaanse mode-ontwerper en een Nigeriaans model, begon zijn autosportcarrière in de Verenigde Staten. Hij won de Micro ROK Cup USA in 2014 en de Florida Winter Tour in 2015. Vervolgens verhuisde hij naar Europa. In 2017 won hij de IAME International Open en in 2018 werd hij kampioen in de ROK-klasse van de Challenge of the Americas. In 2020 werd hij Europees kampioen karten in de OK Junior-klasse. Als lid van het kartteam van het Formule 1-team van Sauber trad hij dat jaar ook toe tot de Sauber Academy, waar hij twee jaar deel van uitmaakte. Later in 2021 stapte hij over naar het McLaren Driver Development Programme, het opleidingsprogramma van het Formule 1-team van McLaren.

### Formule 4

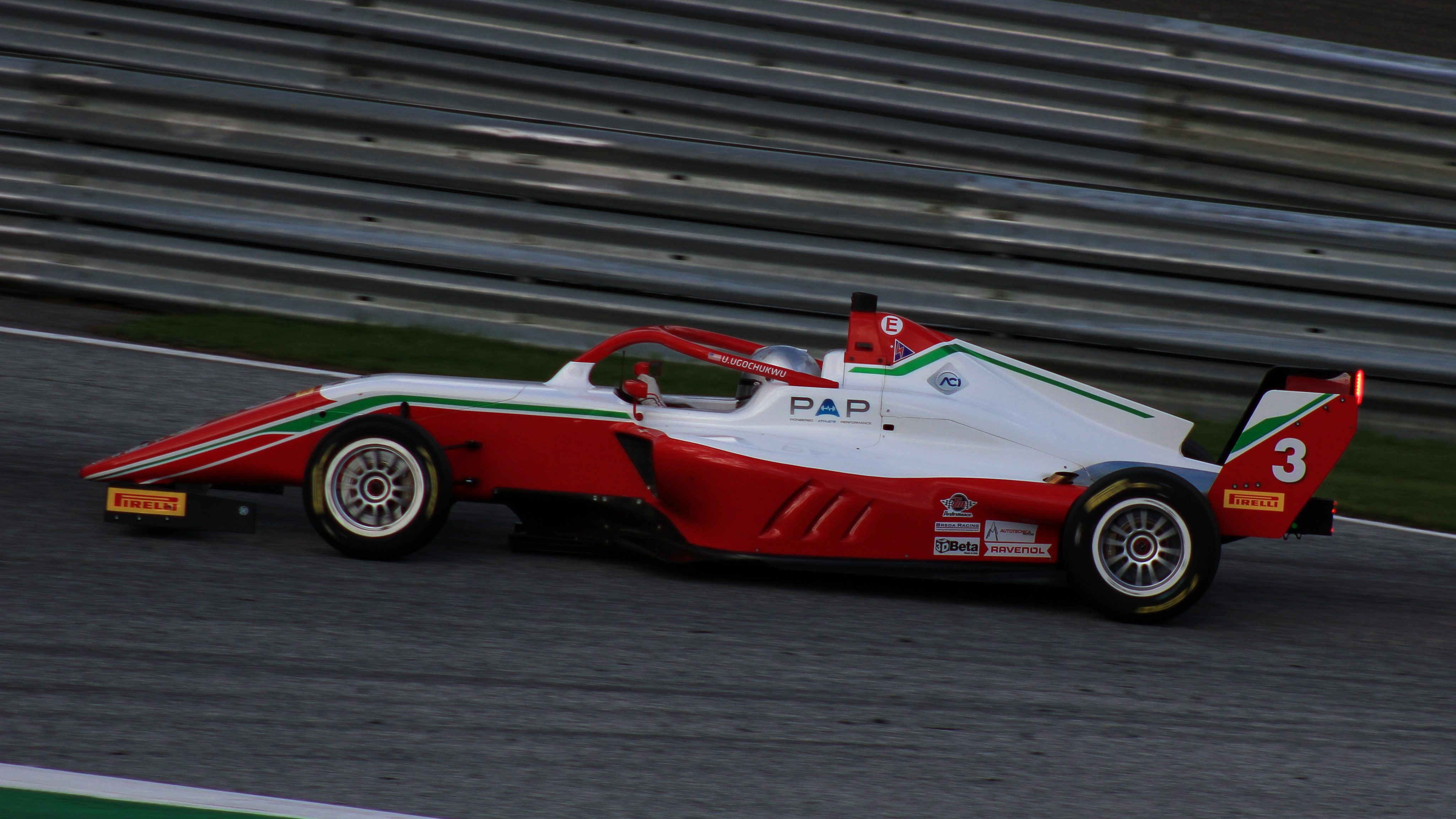
Ugo Ugochukwu op de Red Bull Ring in 2022.

Nadat Ugochukwu in 2021 voornamelijk Formule 4-tests uitvoerde voor het team Motopark Academy, maakte hij in 2022 definitief de overstap naar het formuleracing en kwam hij voor Carlin uit in het Brits Formule 4-kampioenschap. Hij behaalde twee overwinningen op Brands Hatch en het Knockhill Racing Circuit en stond daarnaast nog negen keer op het podium. Met 290 punten werd hij achter Alex Dunne en Oliver Gray derde in het kampioenschap. Tevens won hij zestien van de dertig races in de rookieklasse en werd hij hierin met 506 punten gekroond tot kampioen. Daarnaast reed hij voor Prema Racing enkele races in zowel het Italiaans als het ADAC Formule 4-kampioenschap, waar hij respectievelijk vier en twee podiumplaatsen behaalde.
In 2023 begon Ugochukwu het seizoen in het Formule 4-kampioenschap van de Verenigde Arabische Emiraten bij Prema. Hij behaalde vijf zeges: twee op zowel het Dubai Autodrome als het Kuwait Motor Town en een op het Yas Marina Circuit. Daarnaast stond hij nog drie keer op het podium. Met 185 punten werd hij achter James Wharton en Tuukka Taponen derde in de eindstand. Vervolgens reed hij in de Italiaanse Formule 4 en het nieuwe Euro 4 Championship, eveneens bij Prema. In het Italiaans kampioenschap won hij driemaal op het Autodromo Internazionale Enzo e Dino Ferrari, het Circuit de Spa-Francorchamps en het Autodromo Vallelunga en stond hij hiernaast nog tien keer op het podium, waardoor hij met 280 punten achter Kacper Sztuka tweede in het klassement werd. In de Euro 4 won hij twee keer op het Circuit Mugello en een keer op het Circuit de Barcelona-Catalunya en behaalde hij nog twee podiumfinishes, zodat hij met 193 punten werd gekroond tot kampioen in de klasse.

### Formule Regional

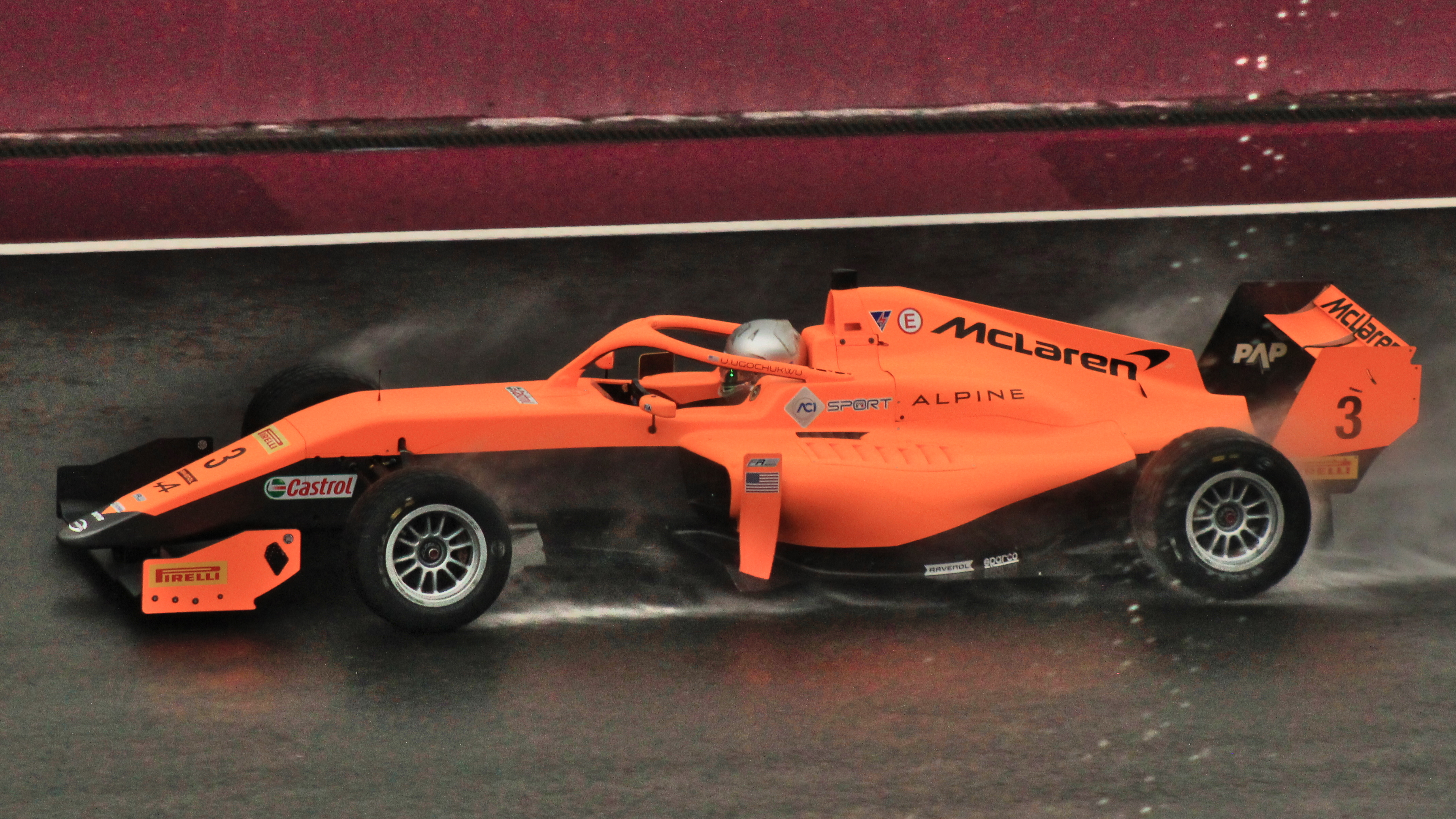
Ugo Ugochukwu op de Hungaroring in 2024.

In 2024 begon Ugochukwu het jaar in het Formula Regional Middle East Championship bij het team Mumbai Falcons Racing Limited. Hij behaalde twee podiumplaatsen op Yas Marina en een op Dubai en werd zo met 105 punten zevende in het kampioenschap. Vervolgens stapte hij over naar het Formula Regional European Championship (FREC), waar hij zijn samenwerking met Prema voortzette. Op de Hungaroring stond hij voor het eerst op het podium en ook op het Circuit Paul Ricard behaalde hij een podiumfinish, alhoewel hij in dit laatste weekend uiteindelijk voor beide races werd gediskwalificeerd omdat hij tijdens het seizoen te veel motoren had gebruikt. In het laatste weekend op het Autodromo Nazionale Monza startte hij in de eerste race vanaf pole position en behaalde hij zijn eerste en enige overwinning in de klasse. Met 76 punten werd hij elfde in de eindstand.
Aan het eind van 2024 nam Ugochukwu deel aan de Grand Prix van Macau voor het team R-ace GP. Hij startte vanaf op pole position en won de kwalificatierace, voordat hij ook de Grand Prix op zijn naam wist te schrijven. Hij werd hiermee de eerste Amerikaan sinds Bob Earl in 1981 die de race won.

### GB3
In 2024 reed Ugochukwu in vier van de acht raceweekenden van het GB3 Championship voor Rodin Motorsport, de opvolger van Carlin. Hij reed in de races die niet tegelijk vielen met zijn programma in het FREC. Op Oulton Park stond hij twee keer op het podium en ook op Silverstone behaalde hij een podiumfinish. Met 183 punten werd hij dertiende in het eindklassement.

### Formule 3
Eind 2023 maakte Ugochukwu zijn Formule 3-debuut in de Grand Prix van Macau bij het team Trident en eindigde als vijftiende in de hoofdrace.
In 2025 debuteert Ugochukwu in het FIA Formule 3-kampioenschap bij Prema.

### Formule E
In 2024 nam Ugochukwu, samen met Grégoire Saucy, deel aan de Formule E-rookietest na afloop van de ePrix van Berlijn bij het McLaren Formula E Team.